# Scaptocnemis segregis
Scaptocnemis segregis är en skalbaggsart som beskrevs av Louis Albert Péringuey 1901. Scaptocnemis segregis ingår i släktet Scaptocnemis och familjen bladhorningar. Inga underarter finns listade i Catalogue of Life.